# Frans Danen
Frans Danen  (Den Haag, 12 september 1966) is een Nederlands voormalig profvoetballer en huidig voetbaltrainer, die onder contract stond bij ADO Den Haag en FC Eindhoven. Hij werd in 2017 hoofd jeugdopleiding bij ADO Den Haag.

## Spelerscarrière

### ADO Den Haag
Bij zijn debuut in 1985 werd hij beschouwd als het grootste talent sinds jaren bij FC Den Haag. Danen speelde in acht seizoenen 226 wedstrijden voor ADO Den Haag (tot 1993 FC Den Haag geheten), waarin hij 42 doelpunten wist te scoren. Met ADO promoveerde Danen tot twee keer toe naar de Eredivisie, maar degradeerde ook tot tweemaal toe weer terug naar de Eerste divisie. In 1987 bereikte Danen de KNVB beker-finale, die met 4-2 werd verloren van Ajax, waardoor ADO het jaar daarop Europees voetbal speelde. Frans Danen speelde op 16 september 1987 zijn enige Europese wedstrijd, de met 1-0 verloren uitwedstrijd tegen Ujpest Dosza.

### FC Eindhoven
Na zijn periode bij ADO speelde Danen twee seizoenen bij FC Eindhoven en speelde daar 47 officiële duels, waarin hij tien keer scoorde.

## Trainerscarrière

### Quick
Na zijn voetballoopbaan werd Danen in 2003 hoofdtrainer van Quick, waarmee hij in zijn eerste seizoen (2003/04) promoveerde naar de Tweede klasse. 

### 's-Gravenzandse SV
Danen was in het seizoen 2005/06 trainer van 's-Gravenzandse SV, maar keerde daarna terug naar Quick. 

### Terugkeer bij Quick
In het seizoen 2008/09 promoveerde hij met Quick naar de Eerste klasse op zondag. In die klasse werd in het seizoen 2010/11 een periodetitel gewonnen. In de daaropvolgende nacompetitie werden VV De Meern en TONEGIDO uitgeschakeld. In de finalewedstrijd voor promotie naar de Hoofdklasse werd gespeeld tegen RKSV Leonidas. Na een 0-0 eindstand verloor Quick na de strafschoppenserie. Danen promoveerde in 2012 met Quick alsnog naar de Hoofdklasse door middel van een kampioenschap. Daar handhaafde de ploeg zich in zowel het seizoen 2012/13 als 2013/14. Danen en Quick besloten in december 2014 dat hij aan het eind van het nog lopende seizoen zou vertrekken bij de club.

### FC 's-Gravenzande
In juli 2015 vertrok Danen naar FC 's-Gravenzande, waar hij uiteindelijk twee seizoenen hoofdtrainer was. 

### ADO Den Haag
In juli 2017 werd Danen aangesteld als hoofd jeugdopleiding bij ADO Den Haag.

## Clubs
| seizoen     | club         | land        | competitie     | wed. | goals |
| ----------- | ------------ | ----------- | -------------- | ---- | ----- |
| 1985/86     | FC Den Haag  | Nederland   | Eredivisie     | 6    | 1     |
| 1986/87     | FC Den Haag  | Nederland   | Eredivisie     | 20   | 2     |
| 1987/88     | FC Den Haag  | Nederland   | Eredivisie     | 32   | 4     |
| 1988/89     | FC Den Haag  | Nederland   | Eerste divisie | 33   | 9     |
| 1989/90     | FC Den Haag  | Nederland   | Eredivisie     | 33   | 4     |
| 1990/91     | FC Den Haag  | Nederland   | Eredivisie     | 28   | 6     |
| 1991/92     | FC Den Haag  | Nederland   | Eredivisie     | 25   | 3     |
| 1992/93     | ADO Den Haag | Nederland   | Eerste divisie | 19   | 5     |
| 1993/94     | FC Eindhoven | Nederland   | Eerste divisie | 29   | 8     |
| 1994/95     | FC Eindhoven | Nederland   | Eerste divisie | 1    | 0     |
| Club totaal | Club totaal  | Club totaal | Club totaal    | 226  | 42    |